# Khaẕar-e Yek
Khaẕar-e Yek (persiska: خضر یک, Kheẕer-e Yek) är en ort i Iran.   Den ligger i provinsen Khuzestan, i den centrala delen av landet, 500 km sydväst om huvudstaden Teheran. Khaẕar-e Yek ligger 30 meter över havet och antalet invånare är 336.
Terrängen runt Khaẕar-e Yek är mycket platt. Runt Khaẕar-e Yek är det ganska tätbefolkat, med 120 invånare per kvadratkilometer. Närmaste större samhälle är Zovīyeh-ye Do, 11,7 km öster om Khaẕar-e Yek. Trakten runt Khaẕar-e Yek består till största delen av jordbruksmark.